# Musikari Kombo

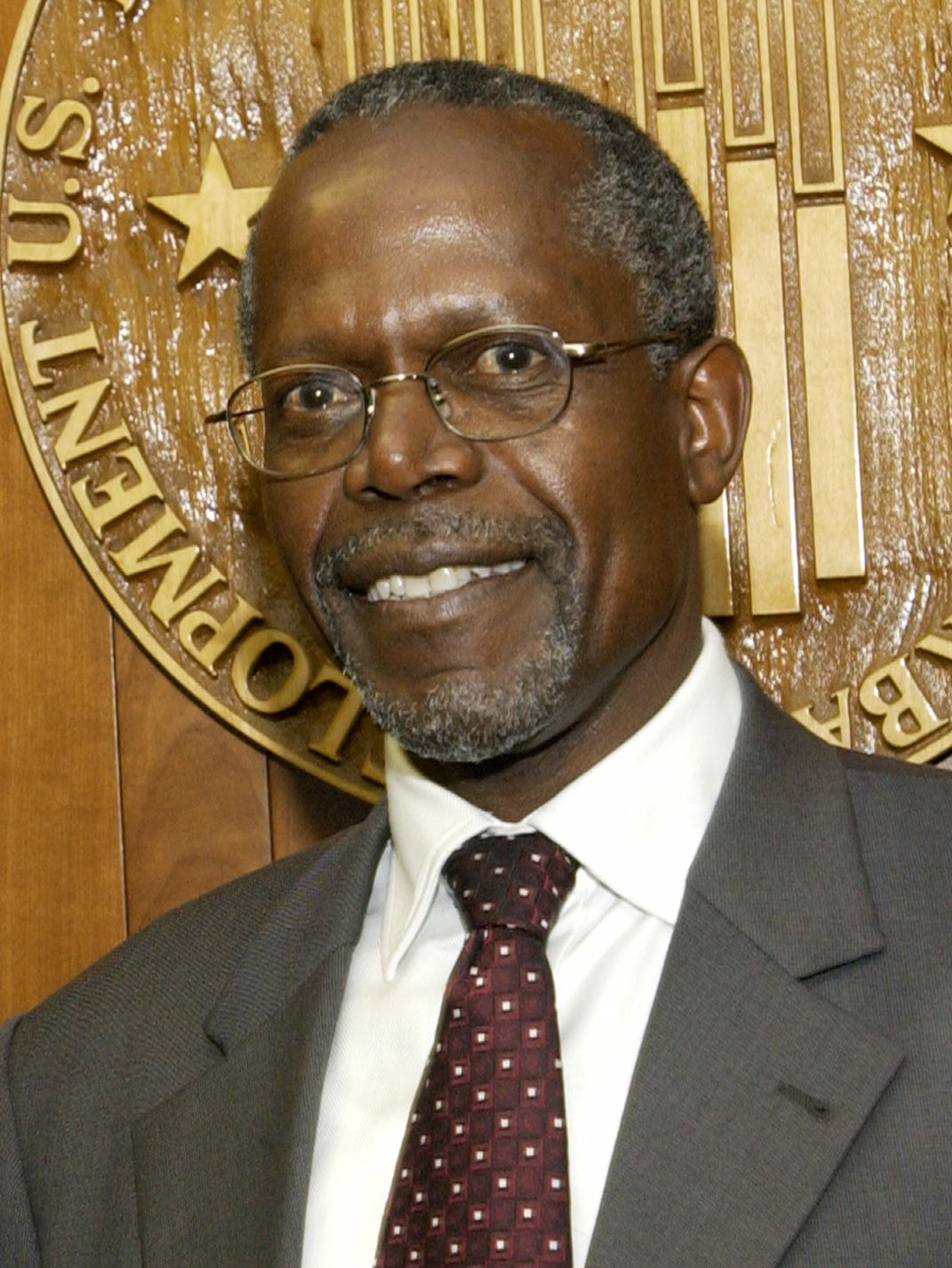
Musikari Kombo, 2006

Musikari Nazi Kombo (* 13. März 1944) ist ein kenianischer Politiker.

## Biografie
Nach dem Besuch der Misiku Primary School, der Mumias High School sowie der Nyeri High School studierte er Wirtschaftswissenschaften an der University of Nairobi und schloss dieses Studium mit einem Bachelor of Science (B.S.Econ.) ab. Anschließend war er als Unternehmer tätig.
1990 gehörte er zu den Mitgründern des Forum For The Restoration Of Democracy - Kenya (FORD-K), deren Vorsitzender er war. 1992 wurde er erstmals zum Mitglied des Parlaments gewählt, in dem er nach seiner Wiederwahl 1997 sowie am 27. Dezember 2002 bis 2007 die Interessen des Wahlkreises Webuye vertrat.
Im Januar 2003 wurde er zunächst Vizeminister (Assistent Minister), ehe er 2004 für einige Zeit Minister für nationale Entwicklung in der Regierung von Präsident Mwai Kibaki war. Am 18. November 2006 berief ihn Kibaki als Minister für Lokalverwaltung erneut in seine Regierung, der er diesmal bis Januar 2008 angehörte. Nachfolger als Minister für Lokalverwaltung wurde Uhuru Kenyatta, der Vorsitzende der KANU.
Kombo, der mittlerweile Mitglied der Party of National Unity (PNU) von Präsident Kibaki ist, wurde trotz seiner Nominierung nicht erneut zum Mitglied des Parlaments am 27. Dezember 2007 gewählt.